# Conselho dos Guardiães
O Conselho dos Guardiões da Constituição (em persa: شورای نگهبان قانون اساسی,  translit. Shura-ye Nigaban-e Qanun-e Assassi),  é um órgão do sistema político iraniano, cuja função principal é a de garantir que as leis aprovadas pelo parlamento (Majlis) estejam em concordância com a Constituição e com a lei islâmica (sharia). Todas as leis que, na perspectiva do Conselho, não estejam de acordo com esses dois princípios são devolvidas ao Majlis (parlamento). Na prática, funciona como um tribunal constitucional, equivalente à Suprema Corte dos Estados Unidos ou ao Supremo Tribunal Federal do Brasil.
O Conselho é composto por doze membros: seis teólogos, escolhidos pelo Líder Supremo, que é o chefe de Estado do país; os outros seis são juristas nomeados pelo chefe do poder judicial, mas aprovados pelo parlamento.
O Conselho dos Guardiões é também responsável pela aprovação das listas de candidatos a todas as eleições, com exceção das eleições locais. Esta prerrogativa é geradora de controvérsia no país e gerou contestação durante as eleições presidenciais de 2005, quando o Conselho apenas admitiu seis dos mais de mil candidatos, sendo que todos os admitidos eram da linha conservadora.
Nas eleições presidenciais de 1997, o Conselho impugnou 226 dos 230 candidatos.

## Composição
A composição do Conselho dos Guardiões, em setembro de 2006, é a seguinte:

### Clérigos
- Ahmad Jannati - presidente
- Mohammad Momen
- Gholamreza Rezvani
- Sadegh Larijani
- Modarresi Yazdi
- Mohammad Yazdi

### Juristas
- Mohammad Reza Alizadeh
- Ebrahim Azizi
- Gholamhossein Elham - porta-voz
- Mohsen Esmaili, and
- Abbas Ka'bi